# Рапица
Рапицата (Brassica napus), известна още и като канола, е растение с яркожълти цветове, което се отглежда и култивира масово по света. Основните ѝ приложения са за фураж, производство на рапично олио, биодизел, като съставка в различни технически масла, медицински и козметични продукти и др.
Поради лесното си отглеждане и разнородното приложение рапицата е широко разпространена земеделска култура в цял свят. В много страни рапицата е основната маслодайна култура.